# Río Palcazú
Der Río Palcazú ist der 183 km lange linke Quellfluss des Río Pachitea im östlichen Zentral-Peru in der Provinz Oxapampa (Region Pasco).

## Flusslauf
Der Río Palcazú entsteht am Zusammenfluss von Río Bocáz (links, 37 km) und Río Cacazú (rechts, 35 km) auf einer Höhe von etwa 450 m. Die beiden Quellflüsse entspringen in den östlichen Ausläufern der Cordillera Yanachaga. Der Río Palcazú fließt anfangs entlang der Westflanke der Cordillera San Matías, ein in NNW-SSO-Richtung verlaufender Höhenrücken, über den sich das Waldschutzgebiet San Matías – San Carlos erstreckt. Bei Flusskilometer 117 liegt unmittelbar unterhalb der Einmündung des Río Iscozacín die Ortschaft Iscozacín am linken Flussufer. Weiter flussabwärts münden die Flüsse Río Chuchurras, Río Lagarto und Río Mairo ebenfalls von links in den Río Palcazú. Bei Flusskilometer 64 trifft der Río Pozuzo von links auf den Río Palcazú. Anschließend wendet sich der Fluss nach Osten und durchschneidet die Cordillera San Matías. Der Río Palcazú passiert die Stadt Ciudad Constitución und trifft schließlich auf den von Süden kommenden Río Pichis, mit dem er sich zum Río Pachitea vereinigt.

## Einzugsgebiet
Das ca. 9890 km² große Einzugsgebiet des Río Palcazú erstreckt sich über die Provinz Oxapampa sowie über Teile der weiter westlich gelegenen Provinzen. Im Westen bildet die Cordillera Huaguruncho, Teil der peruanischen Zentralkordillere, die Wasserscheide zum Río Huallaga. Im Süden trennt die Cordillera Yanachaga das Einzugsgebiet von dem des Río Perené. Weiter östlich befindet sich das Einzugsgebiet des Río Pichis, weiter nördlich das des Río Aguaytía.